# جوتو إينوسينتي
كارلوس أوغوستو «جوتو» إينوسينتي فيلهو (بالبرتغالية: Carlos Augusto "Guto" Inocente Filho؛ مواليد 29 مايو 1986) هو مُقاتل فنون قتالية مختلطة برازيلي.

## وصلات خارجية
- جوتو إينوسينتي على موقع يو إف سي (الإنجليزية)
- جوتو إينوسينتي على موقع شيردوغ (الإنجليزية)
- جوتو إينوسينتي على موقع IMDb (الإنجليزية)